# Microregione di Nanuque
Nanuque è una microregione del Minas Gerais in Brasile, appartenente alla mesoregione di Vale do Mucuri.

## Comuni
È suddivisa in 10 comuni:
- Águas Formosas
- Bertópolis
- Carlos Chagas
- Crisólita
- Fronteira dos Vales
- Machacalis
- Nanuque
- Santa Helena de Minas
- Serra dos Aimorés
- Umburatiba